# ميدان الرماية
ميدان الرماية يقع في محافظة الجيزة بجمهورية مصر العربية ويعتبر من أهم ميادين القاهرة الكبرى حيث يعتبر ميدان الرماية المدخل الجنوبي الغربي لمحافظة الجيزة وإقليم القاهرة الكبري . كما أنه يصل العديد من الطريق الرئيسية مثل شارع الأهرام وشارع فيصل ومدخل طريق القاهرة - الإسكندرية الصحراوي من محافظة الجيزة كما أنه يعتبر بداية طريق القاهرة الفيوم الصحراوي .وكذا مدخل أكبر منطقة اثرية وسياحية بمصر .

## التسمية
سمي ميدان الرماية نسبة لنادى الرماية للقوات المسلحة والذي يقع في بداية طريق القاهرة الفيوم الصحراوي المتفرع من الميدان ومن الجدير بالذكر أنه يوجد أيضاً مدينة سكنية مجاورة له تسمى بمدينة الرماية أو مساكن الضباط .
في عام 2021 تم إزالة نادي الرماية وربط المتحف بمنطقة النادي والهرم وإلغاء طريق الفيوم لعمل نفق، وتحويل أرض نادي الرماية إلى منطقة ثقافية وترفيهية.

## التاريخ والتطوير
كان يعاني الميدان اختناقاً مرورياً كبيراً في ظل عدم اكتمال ربط الطريق الدائري ومن ثم زيادة حجم الحركة المرورية عليه إلى 11000 مركبة / ساعة الأمر الذي تطلب ضرورة إيجاد حل منطقي وعملي لحل تلك المشكلة وقد تم تطوير الميدان بتحويل الطرق المؤدية من وإلى الميدان إلى نظام الاتجاه الواحد .
استغرق تطوير ميدان الرماية 100 يوم بالتنسيـق الكامل بين الأجهزة التنفيذية بمحافظة الجيزة مع الجهاز المركزي للتعمير أحد أجهزة وزارة الإسكان المصرية والإدارة العـامـــة لـمــرور الجيزة وبلغت تـكــلــفة المـشـــروع 12 مليـون جنيه من وزارة الإسكان 3 ملايين جنيه من محافظة الجيزة بإجمالي 15 مليون جنيه مصري . تم افتتاح الميدان بعد التطوير في يوم 25 أكتوبر 2009 .
ونتيجة للتطوير تم تخفيض زمن التأخير بالتقاطع بالميدان من 1163 ثانية إلي 21 ثانية أي بمقدار 2.98 % .
مازال الميدان يعانى من الاختناق المروري في بعض الأوقات نتيجة فوضى سيارات الأجرة على أول طريق القاهرة الفيوم كما أن سوء هذا الطريق يؤدى إلى بطء سير السيارات عليه .كما أن فوضى الباعة الجائلين بالميدان تؤدى إلى الكثير من المشكلات وتشوه الشكل العام للميدان.